# 中华人民共和国外交部办公厅
中华人民共和国外交部办公厅（英語：General Office of the Ministry of Foreign Affairs of the People's Republic of China），是由中华人民共和国外交部直接领导的工作机关。

## 工作职能
外交部办公厅主要按照国务院和外交部给其确定的工作范围，负责办理以下各项工作：
- 负责协助外交部领导处理日常事务。
- 协助外交部部内的业务工作，沟通各方面的情况。
- 综合处理文电运转和信息处理。
- 其他相关工作。

## 组织结构
- 中华人民共和国外交部
  - 外交部办公厅
    - 综合协调处
    - 人事处
    - 秘书处
    - 保卫保密办
    - 信使队
    - 信息化办
    - 扶贫办
    - 文书处
    - 核文督办处
    - 机要通信处
    - 文印处
    - 法规处

## 历任主任
- 王炳南（1949－1955）
- 董越千（1955.01－）
- 韩念龙（1958.11－1964，部长助理兼任）
- 董越千（1964－，部长助理兼任）
- 符浩（1970－1972）
- 张世杰
- 张占武
- 安国政
- 武东和（1995－1998）
- 吴传福（1998－2000）
- 唐振琪（2000－2002）
- 董津义（2002－2005.03）
- 吴红波（2006.01－2007）
- 张鑫森（2007－2010）
- 张明（2010－2011）
- 李惠来（2011－2015）
- 韩志强（2016－2021）
- 孙祥华（2021－）